# Diopisthoporus psammophilus
Diopisthoporus psammophilus är en plattmaskart som beskrevs av Jürgen Dörjes 1968. Diopisthoporus psammophilus ingår i släktet Diopisthoporus och familjen Diopisthoporidae. Inga underarter finns listade i Catalogue of Life.